# Surrey Championships
Die Surrey Championships waren offene internationale Meisterschaften im Badminton in England. Sie waren eines der bedeutendsten internationalen Badmintonturniere in der Anfangszeit des Sports seit dem ersten Jahrzehnt des 20. Jahrhunderts. Erstmals wurden sie 1905 ausgetragen. Mit der Ausbreitung des Sports über alle Kontinente verloren die Titelkämpfe in den 1970er Jahren an internationaler Bedeutung.

## Sieger
| Saison    | Herreneinzel      | Dameneinzel        | Herrendoppel                            | Damendoppel                              | Mixed                                       |
| --------- | ----------------- | ------------------ | --------------------------------------- | ---------------------------------------- | ------------------------------------------- |
| 1905      | nicht ausgetragen | nicht ausgetragen  | C. T. J. Barnes Stewart Marsden Massey  | nicht ausgetragen                        | George Alan Thomas Meriel Lucas             |
| 1906      | nicht ausgetragen | nicht ausgetragen  | Henry Norman Marrett George Alan Thomas | nicht ausgetragen                        | Stewart Marsden Massey Hazel Hogarth        |
| 1907      | nicht ausgetragen | nicht ausgetragen  | C. T. J. Barnes Stewart Marsden Massey  | nicht ausgetragen                        | George Alan Thomas Hazel Hogarth            |
| 1908      | nicht ausgetragen | nicht ausgetragen  | Henry Norman Marrett George Alan Thomas | Dorothy Lambert Chambers Meriel Lucas    | George Alan Thomas Hazel Hogarth            |
| 1909      | nicht ausgetragen | nicht ausgetragen  | Henry Norman Marrett George Alan Thomas | G. L. Murray Hazel Hogarth               | Frank Chesterton Mary K. Bateman            |
| 1910      | nicht ausgetragen | nicht ausgetragen  | Guy Sautter Stewart Marsden Massey      | Mary K. Bateman Meriel Lucas             | Percy Douglas Fitton Lavinia Clara Radeglia |
| 1911      | nicht ausgetragen | nicht ausgetragen  | Percy Douglas Fitton Edward Hawthorn    | Lavinia Clara Radeglia Margaret Larminie | Guy Sautter Dorothy Cundall                 |
| 1912      | keine Daten       | keine Daten        | keine Daten                             | keine Daten                              | keine Daten                                 |
| 1913      |                   | Marjorie East      |                                         |                                          |                                             |
| 1914 1919 | nicht ausgetragen | nicht ausgetragen  | nicht ausgetragen                       | nicht ausgetragen                        | nicht ausgetragen                           |
| 1921      |                   | Marjorie Barrett   |                                         |                                          |                                             |
| 1922 1928 | keine Daten       | keine Daten        | keine Daten                             | keine Daten                              | keine Daten                                 |
| 1929      |                   | Marjorie Barrett   |                                         | Violet Elton W. T. Sainsbury             |                                             |
| 1930      |                   | F. Waterhouse      |                                         |                                          |                                             |
| 1931 1932 | keine Daten       | keine Daten        | keine Daten                             | keine Daten                              | keine Daten                                 |
| 1933      |                   |                    |                                         |                                          | Donald C. Hume Betty Uber                   |
| 1934      |                   | Dorothy Colpoys    | Leslie Nichols B. P. Cook               | Betty Uber Marian Horsley                | Donald C. Hume Betty Uber                   |
| 1935      |                   | Thelma Kingsbury   | Donald C. Hume Ian Maconachie           | Thelma Kingsbury Marjorie Henderson      | Donald C. Hume Betty Uber                   |
| 1936      |                   | Thelma Kingsbury   |                                         | Thelma Kingsbury Marjorie Henderson      |                                             |
| 1939 1946 | nicht ausgetragen | nicht ausgetragen  | nicht ausgetragen                       | nicht ausgetragen                        | nicht ausgetragen                           |
| 1947      | nicht ausgetragen | nicht ausgetragen  | Noel B. Radford M. Robinson             | Betty Uber Queenie Allen                 | Radford/Allen Hume/Uber                     |
| 1949      | nicht ausgetragen | nicht ausgetragen  | Tom Wingfield Warwick Shute             | Betty Uber Queenie Allen                 | Wynn Rogers Queenie Allen                   |
| 1950      | nicht ausgetragen | nicht ausgetragen  | Wong Peng Soon Noel B. Radford          | V. E. Duringer Audrey Blathwayt          | Peter Birtwistle Joy Saunders               |
| 1951 1955 | keine Daten       | keine Daten        | keine Daten                             | keine Daten                              | keine Daten                                 |
| 1956      | Hugh Findlay      | Heather Ward       | Hugh Findlay John Timperley             | Betty Grace Nancy Horner                 | John R. Best Nancy Horner                   |
| 1957      | Oon Chong Teik    | Heather Ward       | Oon Chong Teik Eddy L. Choong           | June Timperley Iris Rogers               | Eddy L. Choong Barbara Carpenter            |
| 1958      | Peter Waddell     | Heather Ward       | Peter Alcorn Roy A. Rogers              | Barbara Carpenter Heather Ward           | Ronald Lockwood Barbara Carpenter           |
| 1959 1969 | keine Daten       | keine Daten        | keine Daten                             | keine Daten                              | keine Daten                                 |
| 1970      | Paul Whetnall     | Heather Nielsen    | Derek Talbot Elliot Stuart              | Margaret Boxall Susan Whetnall           | Tony Jordan Susan Whetnall                  |
| 1971      | Roger Mills       | Gillian Gilks      | Colin Beacom Keith Andrews              | Gillian Gilks Angela Palmer              | Keith Andrews Gillian Gilks                 |
| 1972      | keine Daten       | keine Daten        | keine Daten                             | keine Daten                              | keine Daten                                 |
| 1973      | Ray Stevens       |                    |                                         |                                          |                                             |
| 1974      | Ray Stevens       |                    | Ray Stevens David Hutchinson            |                                          | David Hunt Gillian Gilks                    |
| 1975      | Ray Stevens       | Margaret Beck      | Paul Whetnall David Hunt                | Susan Whetnall Nora Gardner              | Alan Connor Margo Winter                    |
| 1976 1989 | keine Daten       | keine Daten        | keine Daten                             | keine Daten                              | keine Daten                                 |
| 1990      | Steve Baddeley    | Suzanne Louis-Lane | Dave Wright Nick Ponting                | Fiona Smith Julie Munday                 | Mark Elliott Fiona Smith                    |
| seit 1991 | keine Daten       | keine Daten        | keine Daten                             | keine Daten                              | keine Daten                                 |